# Фалькенштайн (Саксонія-Ангальт)
Фалькенштайн (нім. Falkenstein) — місто в Німеччині, розташоване в землі Саксонія-Ангальт. Входить до складу району Гарц.
Площа — 102,98 км2. Населення становить 5166 ос. (станом на 31 грудня 2021).